# Gołąbek kruchy

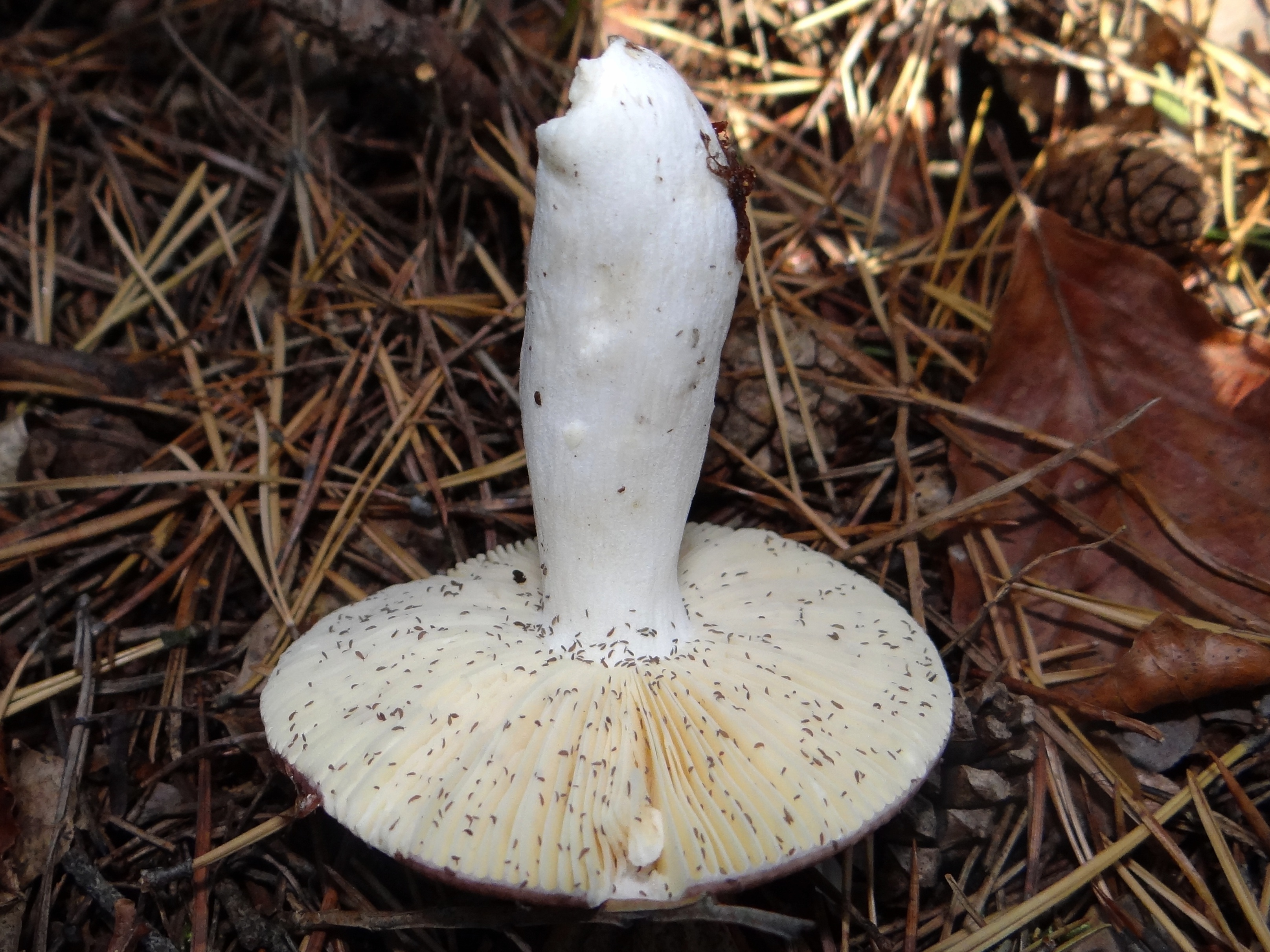
Owady opuszczające blaszki grzyba

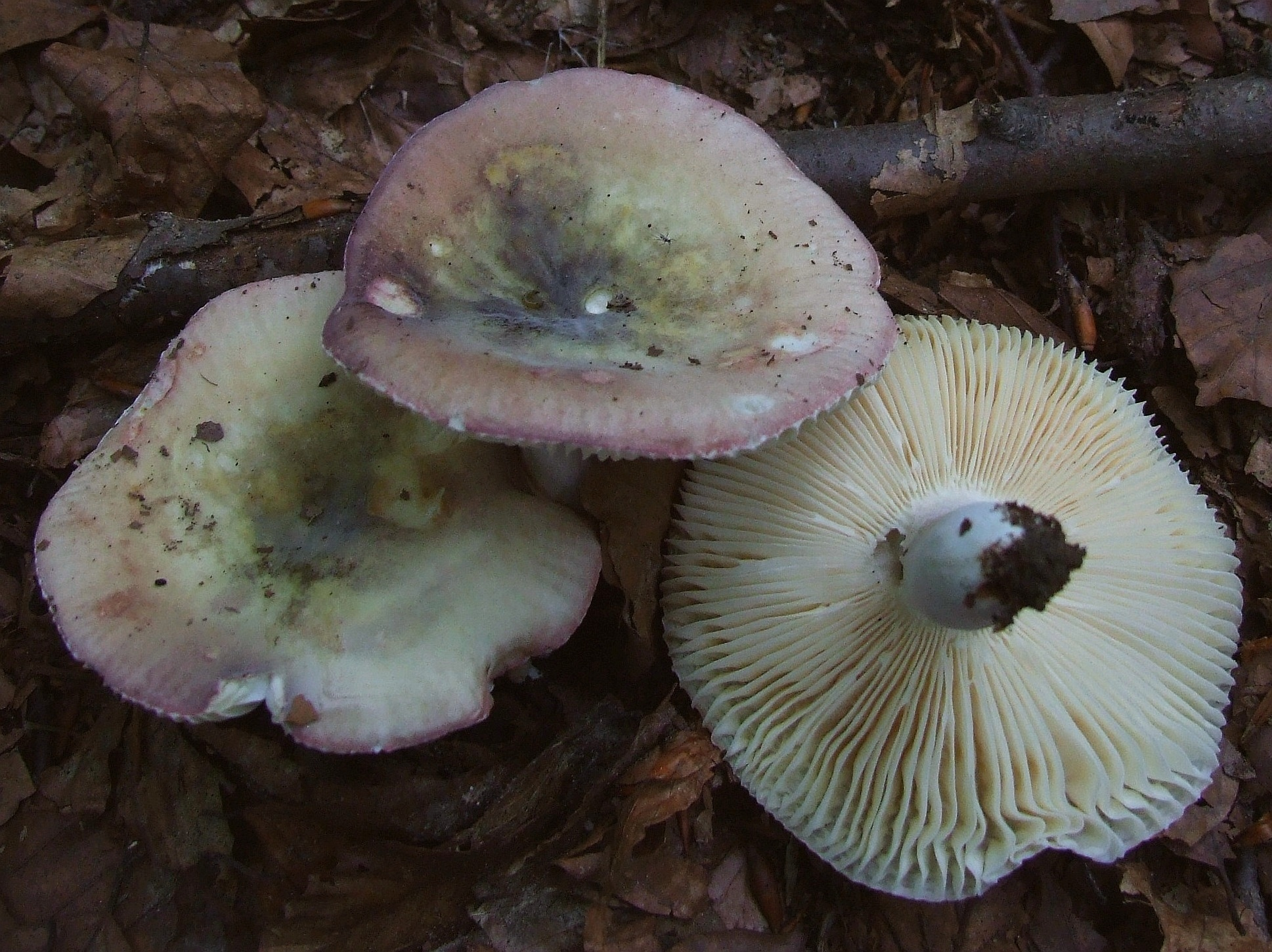
Wyblakłe gołąbki kruche

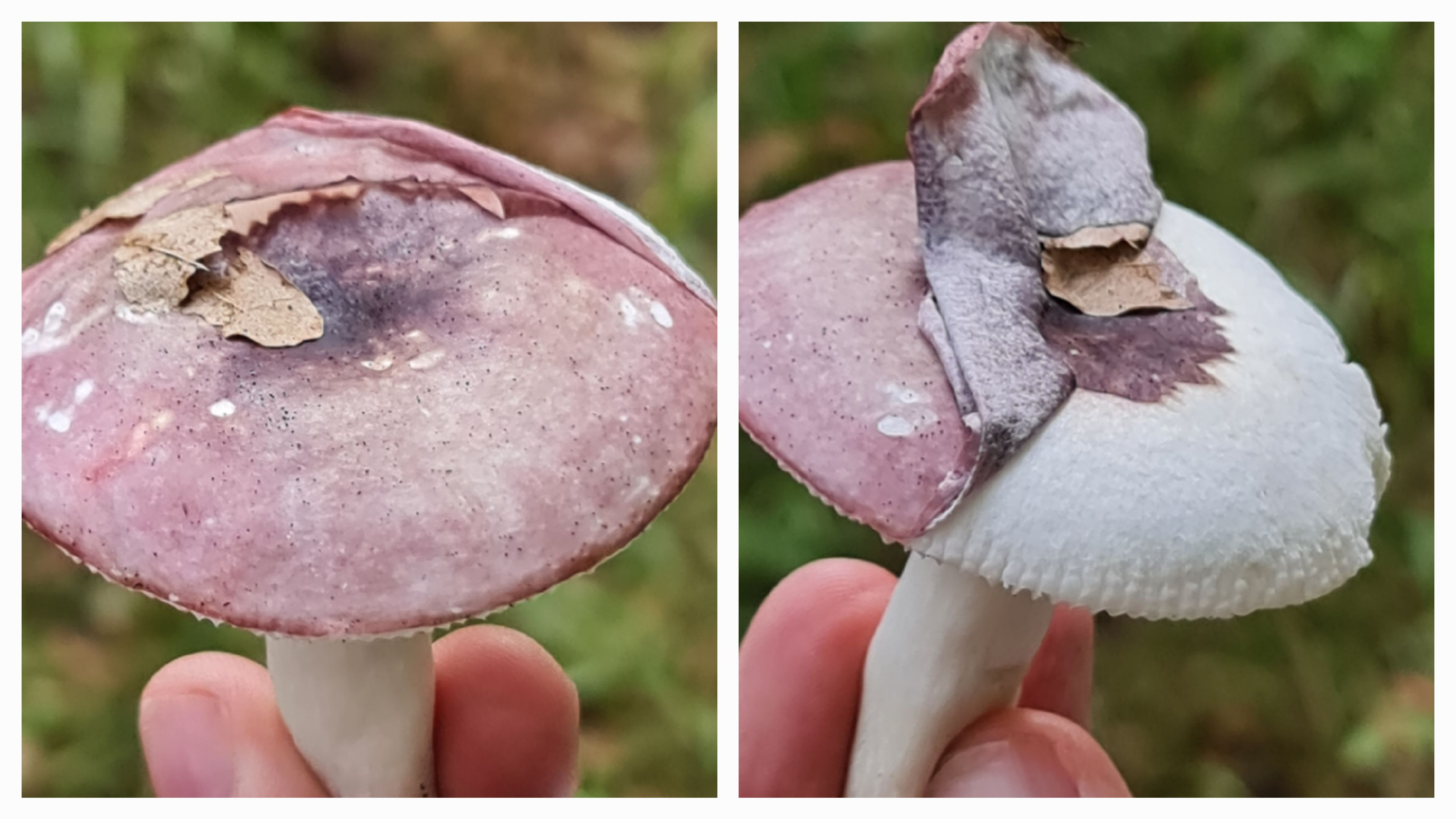
Skórka daje się ściągnąć do połowy promienia

Gołąbek kruchy (Russula fragilis (Pers.) Fr.) – gatunek grzybów należący do rodziny gołąbkowatych (Russulaceae).

## Systematyka i nazewnictwo
Pozycja w klasyfikacji według Index Fungorum: Russula, Russulaceae, Russulales, Incertae sedis, Agaricomycetes, Agaricomycotina, Basidiomycota, Fungi.
Po raz pierwszy opisał go Christiaan Hendrik Persoon, nadając mu nazwę Agaricus fragilis. Obecną, uznaną przez Index Fungorum nazwę, nadał mu Elias Fries w 1838 r.
Niektóre synonimy naukowe:

- Agaricus fallax Schaeff. 1774
- Agaricus fragilis Pers. 1801
- Agaricus linnaei var. fragilis (Pers.) Fr. 1815
- Russula bataillei Bidaud & Reumaux, in Reumaux 1996
- Russula emetica subsp. fragilis (Pers.) Singer 1932
- Russula emetica var. fragilis (Pers.) Quél. 1888
- Russula fragilis var. gilva Einhell. 1985
- Russula fragilis var. knauthii (Singer) Kuyper & Vuure 1985
- Russula fallax (Schaeff.) Fr. 1874
- Russula fragilis var. fallax (Schaeff.) Massee 1893
- Russula fragilis var. violascens Secr. ex Gillet 1876[2]

Polską nazwę podał Feliks Berdau w 1876 r. W polskim piśmiennictwie mykologicznym gatunek ten opisywany był też jako mglejarka i serojeszka krucha.

## Morfologia
Kapelusz
Średnicy od 2 do 5(7) cm, mały i kruchy, jaśniej lub ciemniej fioletowawy, z domieszką odcieni czerwonawych i zielonawych, także z większym udziałem czerwonego. Centrum zarówno prawie czarniawe, jak i blaknące na kolor żółtawy do oliwkowoochrowego. Skórka wkrótce traci połysk. Brzeg na starość krótko żłobkowany. Skórka daje się ściągać do połowy promienia.
Blaszki
Dość gęste, czasami rozwidlone, przy trzonie niemal wolne. Za młodu czysto białe, później śmietankowożółtawe, z delikatnie karbowanym ostrzem.
Trzon
O wysokości od 3 do 5 cm i grubości 7–20 mm. Jest gruby, walcowaty, czasami nieco maczugowaty. U młodych okazów pełny, u starszych pusty. Biały, na starość lub po uszkodzeniu żółty.
Miąższ
Niezmiennie biały, o przyjemnym owocowym zapachu. Smak piekący i ostry.
Gatunki podobne
Jest to gatunek o dużej zmienności morfologicznej. Z tego powodu wyróżniono wiele jego odmian i form. Obecnie według Index Fungorum wszystkie uznane zostały za synonim gołąbka kruchego. Podobne są: gołąbek różnobarwny (Russula versicolor), o niezbyt ostrym smaku, gołąbek lazurowy (Russula azurea), gołąbek turecki (Russula turci), gołąbek fiołkowozielony (Russula ionochlora).
Cechy mikroskopowe;
Wysyp zarodników biały. Zarodniki szerokoelipsoidalne do kulistych, o rozmiarach 7–10 ×5,5–8 µm i brodawkowato-siateczkowatej powierzchni. Brodawki są średniej wielkości, a siateczka ma pełne oczka. Podstawki o rozmiarach 30–50 × 7–11,5 µm. Cystydy o kształcie podobnym do wrzecionowatego i rozmiarach 90 × 12 µm. Mają tępy szczyt i przewężenie poniżej szczytu. Pod działaniem sulfowaniliny silnie szarzeją. W skórce znajdują się liczne dermatocystydy.

## Występowanie i siedlisko
Jest pospolity i szeroko rozprzestrzeniony w Europie i Ameryce Północnej. Podano stanowiska tego gatunku także w Kostaryce i Japonii. W Polsce jest dość częsty. W polskim piśmiennictwie naukowym opisany na licznych stanowiskach.
Owocniki pojawiają się od lipca do listopada w lasach liściastych, iglastych i mieszanych, zwłaszcza na wilgotnych glebach wśród mchów, pod dębami, klonami, brzozą brodawkowaną, grabami, leszczyną, bukami, świerkami i sosnami. Występuje głównie na pogórzu i w górach.

## Znaczenie
Naziemny grzyb mykoryzowy. Jest niejadalny z powodu piekącego i ostrego smaku. Jest też lekko trujący.